# Anastazy Kowalczyk
Anastazy Kowalczyk, ps. „Kostek”, „Nastek”, „Zdzisław”, „Andrzej” (ur. 16 kwietnia 1908 w Sosnowcu, zm. 1 grudnia 1943 w Krakowie) – działacz komunistyczny, członek KZMP i Grupy Inicjatywnej PPR, zastępca członka KC PPR.

## Życiorys
Po ukończeniu czterech klas szkoły powszechnej podjął pracę zarobkową; pracował m.in. w ciastkarni w Sosnowcu jako posłaniec, w warsztacie ślusarskim, w hucie szkła w Będzinie, a od 1924 w fabryce włókienniczej w Sosnowcu. Wstąpił do Związku Zawodowego Robotników Przemysłu Włókienniczego i koła młodzieżowego TUR. W 1925 był jednym z organizatorów strajku robotniczego w fabryce, za co został aresztowany. Po kilkumiesięcznym pobycie w więzieniu ze względu na niepełnoletniość został zwolniony na mocy wyroku sądowego. W marcu 1927 wstąpił do Związku Młodzieży Komunistycznej (ZMK, od 1930 KZMP). Po 2 miesiącach został aresztowany i skazany na rok więzienia. Wyrok odbył w więzieniu w Będzinie. Po zwolnieniu nie mógł otrzymać pracy. Działał dalej w ZMK, najpierw jako sekretarz komórki, a następnie sekretarz Komitetu Dzielnicowego (KD).
Aresztowany 12 września 1929, po paromiesięcznym pobycie w więzieniu skazany został przez Sąd Okręgowy w Sosnowcu 28 kwietnia 1930 na 3 lata więzienia. Wyrok odsiedział w więzieniach w Będzinie, Mysłowicach i Tarnowie, gdzie był starostą komuny więziennej. Zwolniony 12 września 1932 rozpoczął pracę partyjną, wchodząc w skład egzekutywy Komitetu Okręgowego (KO) KZMP w Zagłębiu Dąbrowskim; krótko był sekretarzem tego okręgu. Od grudnia 1932 do końca kwietnia 1933 był sekretarzem KO KZMP na Górnym Śląsku. Przyczynił się do poważnego ożywienia śląskiej organizacji KZMP, uaktywnił komitety dzielnicowe i zorganizował działalność wśród wojska. W pierwszych dniach maja 1933 przeniesiony został do Warszawy, gdzie miał być II sekretarzem Komitetu Warszawskiego KZMP. Aresztowany 24 kwietnia na zebraniu, osadzony w więzieniu centralnym. W październiku 1934 skazany na 8 lat więzienia, karę odsiadywał na Mokotowie i we Wronkach, gdzie był współorganizatorem głodówki. Po amnestii w 1936 przewieziono go do więzienia w Rawiczu i zmniejszono karę o jedną trzecią. W lutym 1939 wyszedł na wolność i wrócił do Sosnowca. Przy pomocy brata Stanisława otrzymał pracę w hucie „Będzin”, gdzie produkowano broń. Zorganizował brygadę robotniczą.
Po wybuchu wojny zgłosił się do wojska, jednak nie został przyjęty. Udał się do Lwowa, gdzie był dyrektorem fabryki wyrobów z metali kolorowych i współpracował z redakcją „Czerwonego Sztandaru”, publikując kilka artykułów, działał w Międzynarodowej Organizacji Pomocy Rewolucjonistom (MOPR), wchodził w skład Rady Delegatów Ludu Pracującego Miasta Lwowa. Wiosną 1941 wyjechał do Moskwy, gdzie jesienią 1941 wszedł w skład pierwszej „Grupy Inicjatywnej” powstałej w szkole Międzynarodówki Komunistycznej pod Moskwą. Zrzucony został na spadochronie w nocy z 5 na 6 stycznia 1942 w okolicy wsi Sokołów w powiecie koneckim. W czasie lądowania złamał nogę i przez miesiąc leczył się w szpitalu w Piotrkowie Trybunalskim.
Po nawiązaniu kontaktu z Komitetem Centralnym (KC) otrzymał zadanie organizowania PPR w Okręgu Częstochowa-Piotrków. W Piotrkowie brał udział w zebraniu, na którym powołano Komitet Dzielnicowy PPR. Następnie przybył do Zagłębia Dąbrowskiego i zorganizował wspólnie z Romanem Śliwą PPR w Zagłębiu i na Śląsku. W maju 1942 r. w Zagłębiu Dąbrowskim zawarł porozumienie o współpracy wojskowej z PPS (WRN) reprezentowaną przez Cezarego Uthke. Uczestniczył w posiedzeniach KO i komitetów dzielnicowych, m.in. w Tomaszowie Mazowieckim Przeniesiony do Warszawy, był I sekretarzem PPR Komitetu Warszawskiego PPR, wykazując bardzo dużą aktywność. W czerwcu 1943 objął kierownictwo Obwodu Krakowskiego i odbudował rozbitą organizację partyjną. Był zastępcą członka KC PPR. Aresztowany 1 grudnia 1943 w czasie śledztwa połknął cyjanek potasu. W 1948 pośmiertnie odznaczony Krzyżem Grunwaldu II klasy.

## Upamiętnienie
Od 1961 do 2017 nazwę Anastazego Kowalczyka nosiła ulica na warszawskiej Białołęce. Nowym patronem został astronom Jan Kowalczyk.